# Austin Montego
 (octobre 2015).
Si vous disposez d'ouvrages ou d'articles de référence ou si vous connaissez des sites web de qualité traitant du thème abordé ici, merci de compléter l'article en donnant les références utiles à sa vérifiabilité et en les liant à la section « Notes et références ».
L'Austin Montego est une automobile produite d'avril 1984 à 1987 par le groupe britannique British Leyland, d'où elle a été vendue de fin 1984 à 1988 par Austin, puis par Rover de 1988 à 1994. Bien que ceux-ci aient été appelés Rover Montego, le modèle n'a jamais porté le blason Rover. Un modèle sportif a également été commercialisée sous le nom de MG Maestro de 1984 à 1991. Une déclinaison à carrosserie break a aussi été commercialisée (Montego Estate) ainsi qu'un modèle bicorps (sans malle de coffre) et fourgonnette : l'Austin Maestro.
La Montego était produite dans l'ancienne usine Morris à Oxford qui appartient maintenant au groupe BMW.
546 000 Austin/Rover Montego et 23 000 MG Montego ont été fabriqués, que ce soit dans l'Usine d'Oxford ou sous forme de kit complet démontable (CKD).

## Historique

### Contexte
À la suite de la faillite de la British Leyland Motor Corporation (BLMC) en 1975, le groupe est nationalisé et renommé British Leyland (BL). En 1977, Michael Edwardes (en), nommé à la tête de l'entreprise en difficulté, présente un plan de redressement fondé sur le déploiement d'une nouvelle gamme de modèles grand public, conçus et construits à l'aide d'une technologie de pointe. Celle-ci consiste en un nouveau véhicule pour chacun des segments petit, moyen inférieur et moyen supérieur. La première de ces voitures à être lancée est l'Austin Metro en 1980 ; viennent ensuite les Austin Maestro et Montego.

### Conception et développement
Les nouvelles voitures, pour les segments moyen inférieur (Austin Maestro) et moyen supérieur (Austin Montego), devaient partager leur plate-forme, mais se différencier par leurs finitions et leur style. Ils viendraient remplacer quatre véhicules dans la gamme de British Leyland : la Maestro remplacerait l'Austin Allegro et l'Austin Maxi, et la Montego, l'Austin Ambassador et la Morris Ital. Cette plate-forme commune reçoit le nom de code LC10. Les travaux de conception préliminaires commencent en 1977, pour une mise en production prévue vers 1980.
La conception des deux voitures du projet LC10 revient à Ian Beech, sous la direction du designer David Bache. L'une doit être une berline bicorps à hayon, l'autre une tricorps à coffre plus grande.
Les deux autos seront à traction avant, mais abandonneront la configuration traditionnelle d'Austin en la matière, c'est-à-dire avec une boîte de vitesses placée sous le moteur, intégrée au carter ; elles adoptent le format classique d'une boîte placée dans l'axe du moteur transversal. De même, elles n'utiliseront pas la suspension Hydragas, autre création du constructeur, mais de simples ressorts hélicoïdaux.

### Sous la marque Austin (1984-1987)
La commercialisation de la Montego commence le 25 avril 1984. La voiture n’est initialement disponible qu'en berline quatre portes, comblant ainsi le vide laissé par l'arrêt de la Morris Ital berline deux mois plus tôt. Cependant, la Montego fut produite aux côtés de l'Ital break pendant quelques mois jusqu'à l’arrêt de cette dernière en août 1984.
La variante break de la Montego est présentée au Salon de l'automobile de Londres en octobre de la même année. La version MG à moteur turbocompressé de 150 ch suivra début 1985, avec une vitesse de pointe de 203 km/h.

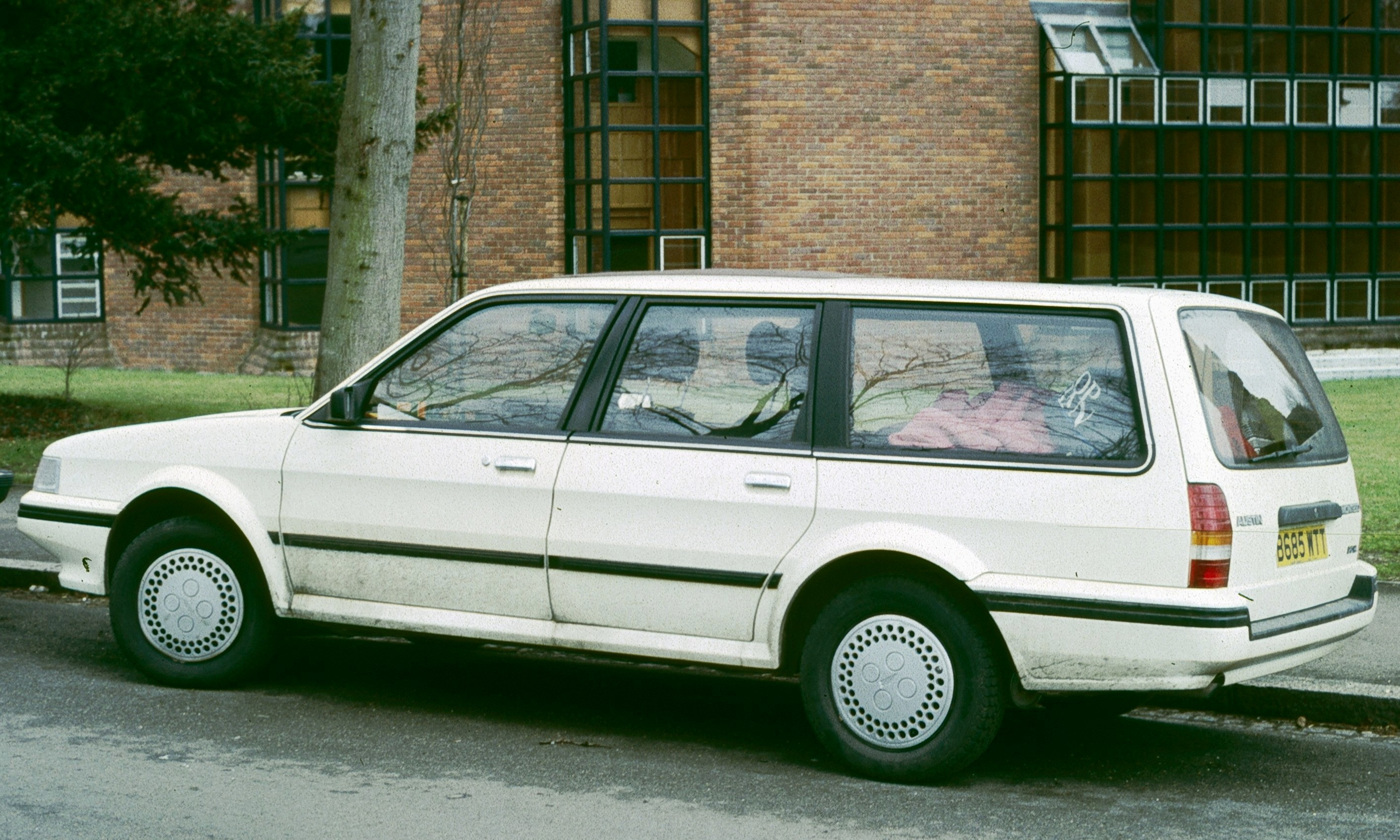
Une Austin Montego break, dite « Estate ».

Comme la Maestro, la Montego a souffert de la longueur de son développement, commencé en 1975. Le design, issu du milieu de la décennie précédente, apparaît donc relativement daté dès la sortie du modèle. De plus, la conception en commun des deux voitures a mené à des compromis qui affectent le style : les Maestro et Montego partagent non seulement leur plate-forme, mais aussi leurs portières et un même empattement, pour deux voitures de taille pourtant différente - une erreur que la British Motor Corporation avait déjà commise avec l'Austin 1800 et l'Austin Maxi dans les années 1960. Il en résulte des proportions déséquilibrées et une allure générale un peu maladroite.

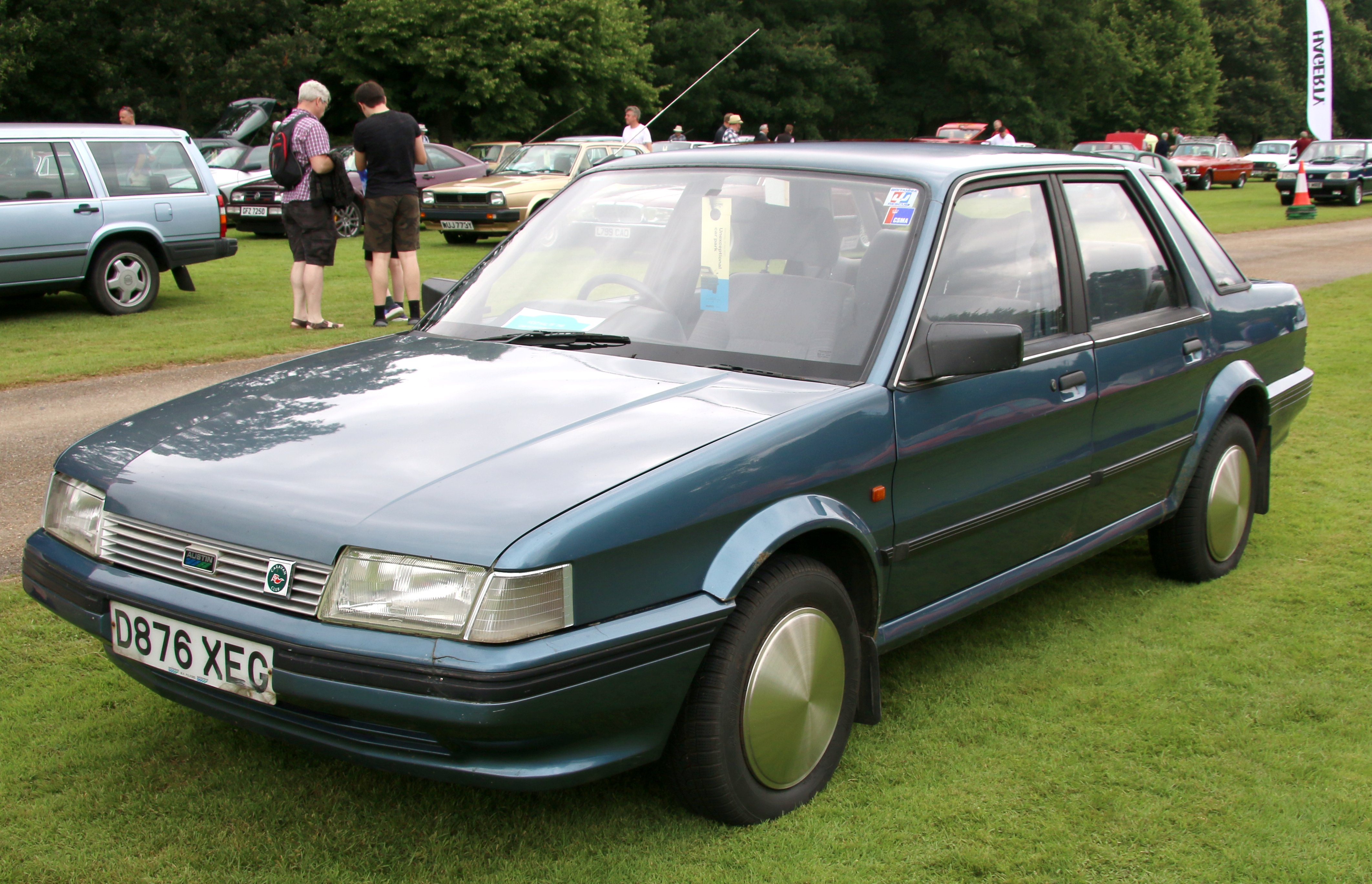
Une Austin Montego 1.6L.

La Montego a reçu un style différent pour l'avant et l'arrière à la suite du remplacement du designer David Bache par Roy Axe. Elle comportait notamment des pare-chocs de couleur carrosserie (comme la Maestro) et des essuie-glaces avant qui se cachaient sous le capot lorsqu'ils étaient garés. Elle offrait de nombreuses améliorations par rapport à la Maestro, dont beaucoup ont ensuite été incorporées dans cette dernière, comme un nouveau moteur à arbre à cames en tête (British Leyland Série-S) et un tableau de bord plus robuste. Comme pour la Maestro, il existait une version MG hautes performances qui utilisait à nouveau le groupe d'instruments à semi-conducteurs, l'ordinateur de bord et la voix synthétisée pour les systèmes d'information et d'avertissement. Le tableau de bord équipant la Montego était supérieur à celui conçu à l'origine pour la Maestro et comportait un tachymètre de style rallye, un indicateur de service et une représentation de la voiture montrant les portes ouvertes, les lumières laissées allumées, etc. La version Vanden Plas comportait des sièges en cuir, du placage de noyer et des fonctionnalités telles que les vitres électriques, le verrouillage centralisé et les rétroviseurs électriques, etc.
La version break, avec une plus grande capacité de bagages que ses concurrents, comportait deux sièges enfants supplémentaires orientés vers l'arrière et une suspension avec mise à niveau automatique, conçue par Roy Axe, a suivi peu de temps et a été immédiatement acclamée, remportant à l'entreprise un prix du Design Council.
La Montego dépendait fortement du marché britannique pour les ventes, et en particulier du secteur lucratif des flottes où elle était en concurrence directe avec la Ford Sierra et la Vauxhall Cavalier de General Motors. En raison de leurs riches sociétés mères américaines et de leurs implantations beaucoup plus importante du marché en Europe continentale par rapport à British Leyland, Ford et Vauxhall pouvaient se permettre d'offrir des remises importantes aux flottes pour augmenter leurs ventes et leurs part de marché. Aussi, grâce à l'adhésion de la Grande-Bretagne à la Communauté économique européenne, Ford et General Motors pourraient importer des voitures en franchise de droits à partir de leurs usines continentales pour profiter des fluctuations des taux de change et réduire davantage British Leyland. Cette pratique a été considérablement néfaste aux ventes de la Montego et de sa petite sœur la Maestro, et n'a fait qu'aggraver les premiers problèmes de qualité de construction et de fiabilité.
Comme beaucoup de voitures British Leyland avant elle, les premières Montego ont soufferts de problèmes de qualité de construction et de fiabilité qui ont gravement nui à sa réputation auprès du public. À certains égards, la technologie était en avance sur son temps, notamment les systèmes d'instrumentation du tableau de bord et de gestion du moteur. Le tableau de bord « parlant » équipant les modèles haut-de-gamme (et initialement utilisé pour promouvoir la Montego en tant qu'offre de haute technologie avancée) était enclin à des fautes irritantes et a fini par être considéré comme une sorte d'embarras par British Leyland et la presse britannique. Cette fonctionnalité a été abandonnée après une courte période. Il y avait également des problèmes avec les premiers jeux de pare-chocs couleur carrosserie qui avaient tendance à se fissurer par temps froid au moindre impact.
British Leyland a été vendu à British Aerospace en 1988, lorsque la marque Austin a été stoppée. Le logo disparaît fin 1987 des modèles vendus en Grande-Bretagne. En 1989, le badge Austin disparaît sur tous les marchés pour être remplacé.

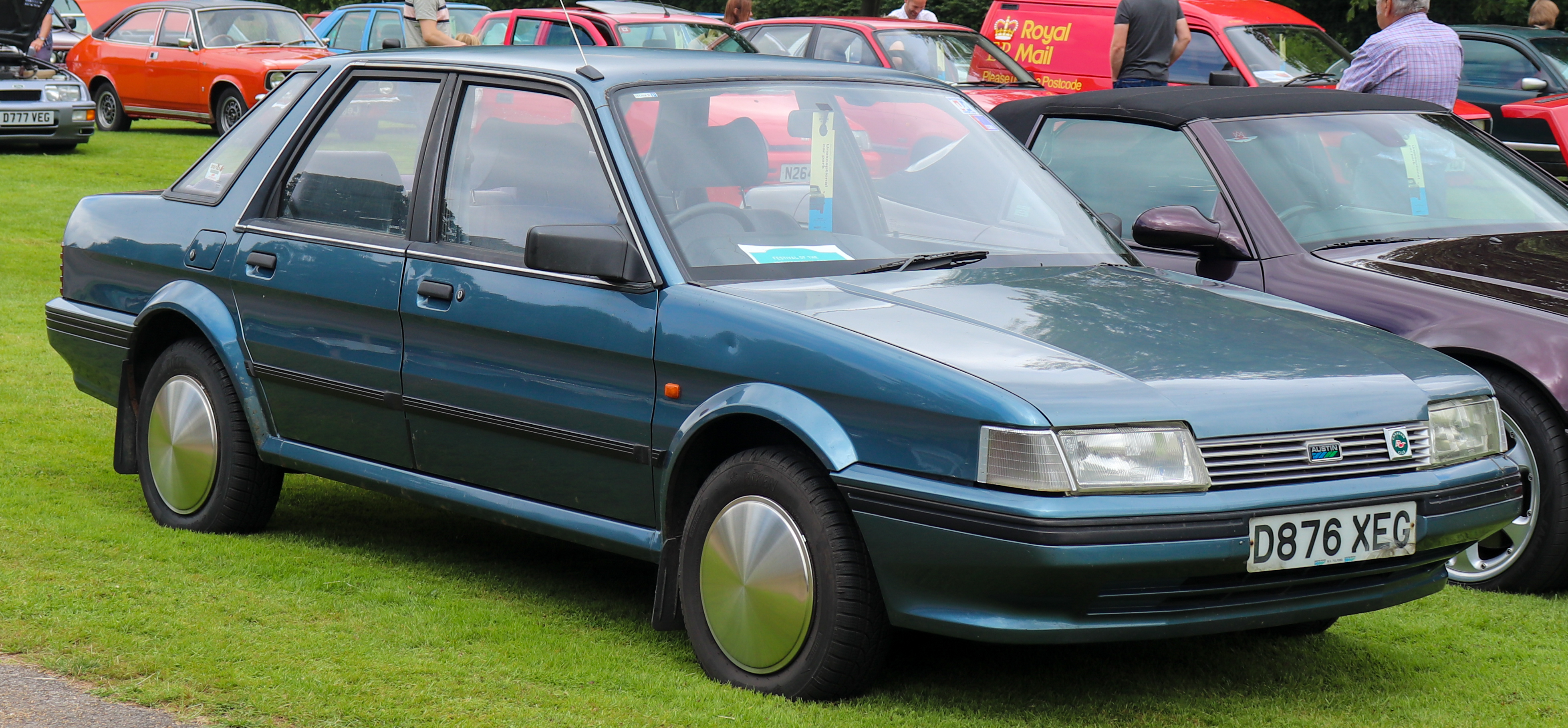
Austin Montego de 1986.
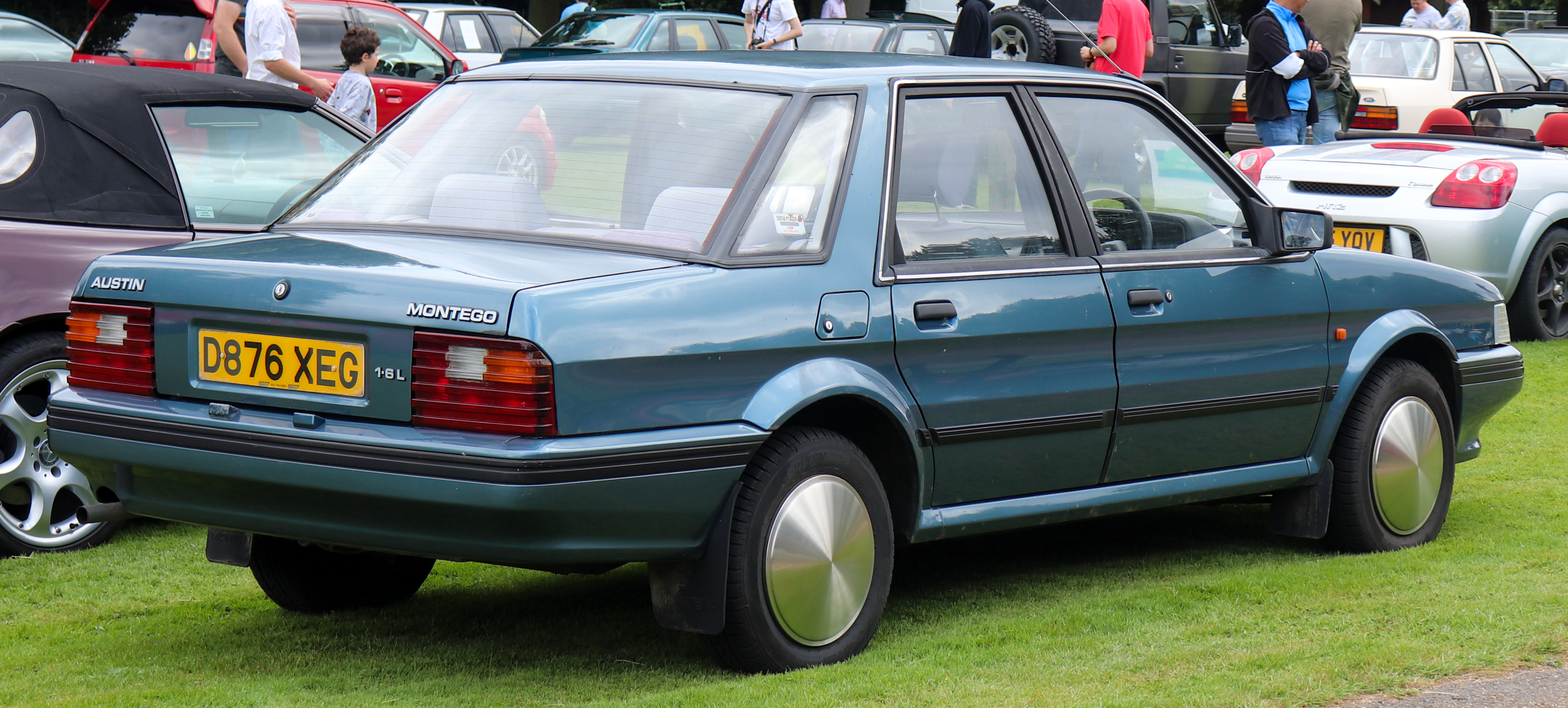
Austin Montego de 1986.

### Sous le groupe Rover (1988-1994)
À la suite de la vente de British Leyland en 1988, la Montego demeure maintenant sous le groupe Rover, filiale de British Aerospace, dans lequel la marque Austin n'existe plus. Cependant, la Montego n'intègre pas la marque Rover et n'est plus commercialisée que sous le seul nom de Montego, sans spécification de marque, comme pour les autres modèles de l'ancienne gamme Austin (Mini, Metro et Maestro). Elle reçoit un logo ressemblant au logo Rover, mais différent, et où le mot "Rover" n'apparaît pas.
Un restylage de la Montego est lancé, sous l'appellation interne AR9. Un nouveau moteur diesel Perkins est proposé à la vente à partir de juillet 1988 pour la berline ainsi que la version break à sept places. Ce moteur de deux litres de cylindrée à injection directe (souvent connu sous sa désignation Perkins « Prima ») est extrapolé du moteur essence Série-O British Leyland déjà utilisé dans la gamme.

Lorsque la berline diesel participe à un comparatif organisé par le magazine automobile britannique Car Magazine, contre la Citroën BX (1.8 XUDT), la Peugeot 405 (1.8 XUDT) et l'Audi 80 (1.6 turbo diesel), la 405 se classe première, suivie de la BX, de la Montego, puis de l'Audi.

Citation du magazine traduit de l'anglais : « [...] Cependant, pour qui achète un diesel ou un turbodiesel pour sa consommation, la gagnante se doit d'être la Montego. [...] Le classement n'est évidemment pas absolu et la Montego est également dotée de qualités fort appréciables. La direction et la position de conduite sont très bonnes ; [...] la suspension "impressionne par ses bonnes manières", silencieuse sur les irrégularités, stable et bien amortie. »
La version turbo-diesel jouit des faveurs de la Royal Air Force pour le transport des officiers.
Bien que la Montego n'ait pas réussi à faire jeu égal avec des rivales telles que la Volkswagen Passat, la Ford Sierra ou l'Opel Ascona (Vauxhall Cavalier sur le marché britannique), elle s'est tout de même correctement vendue.

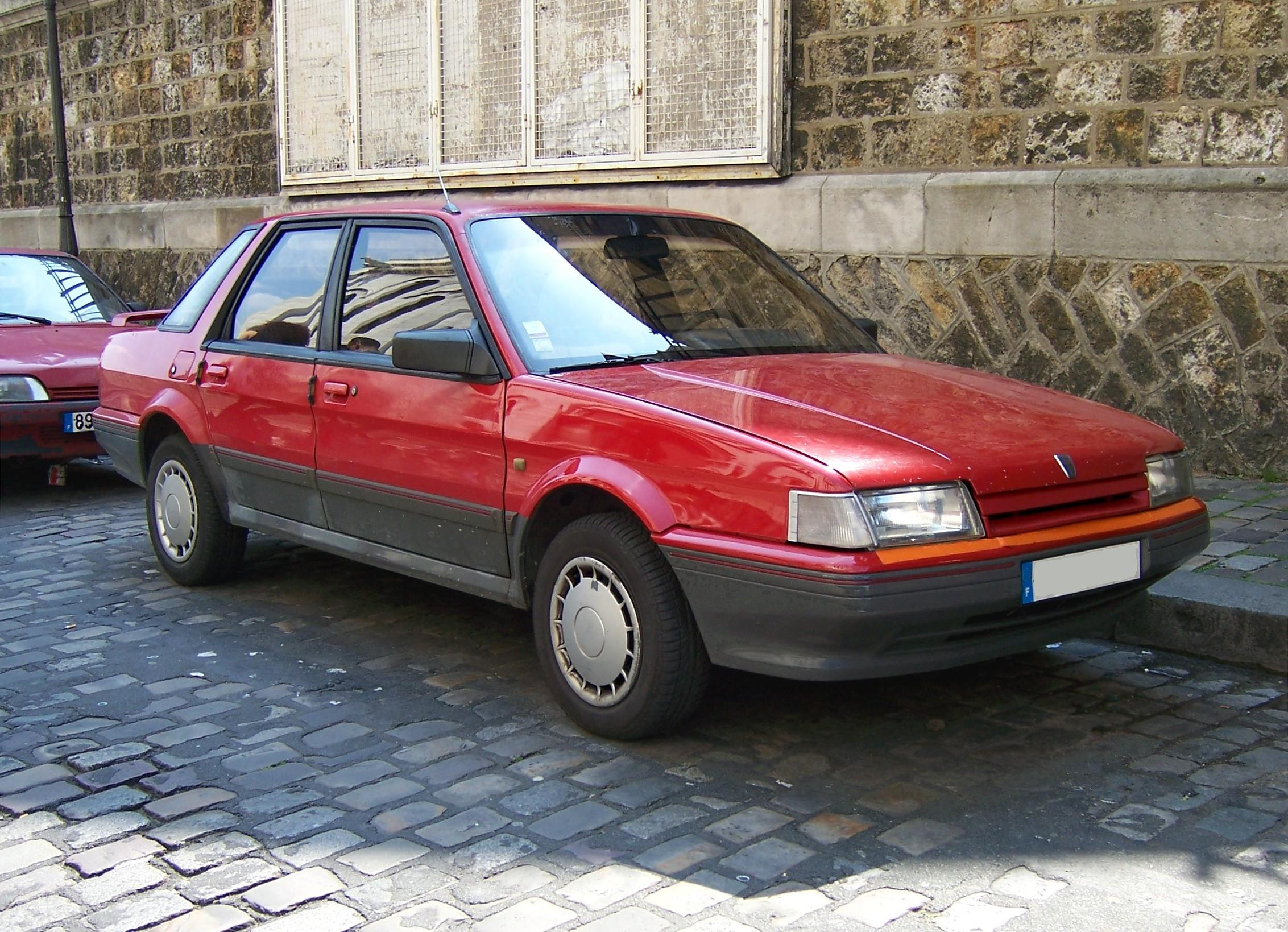
Rover Montego de 1993.
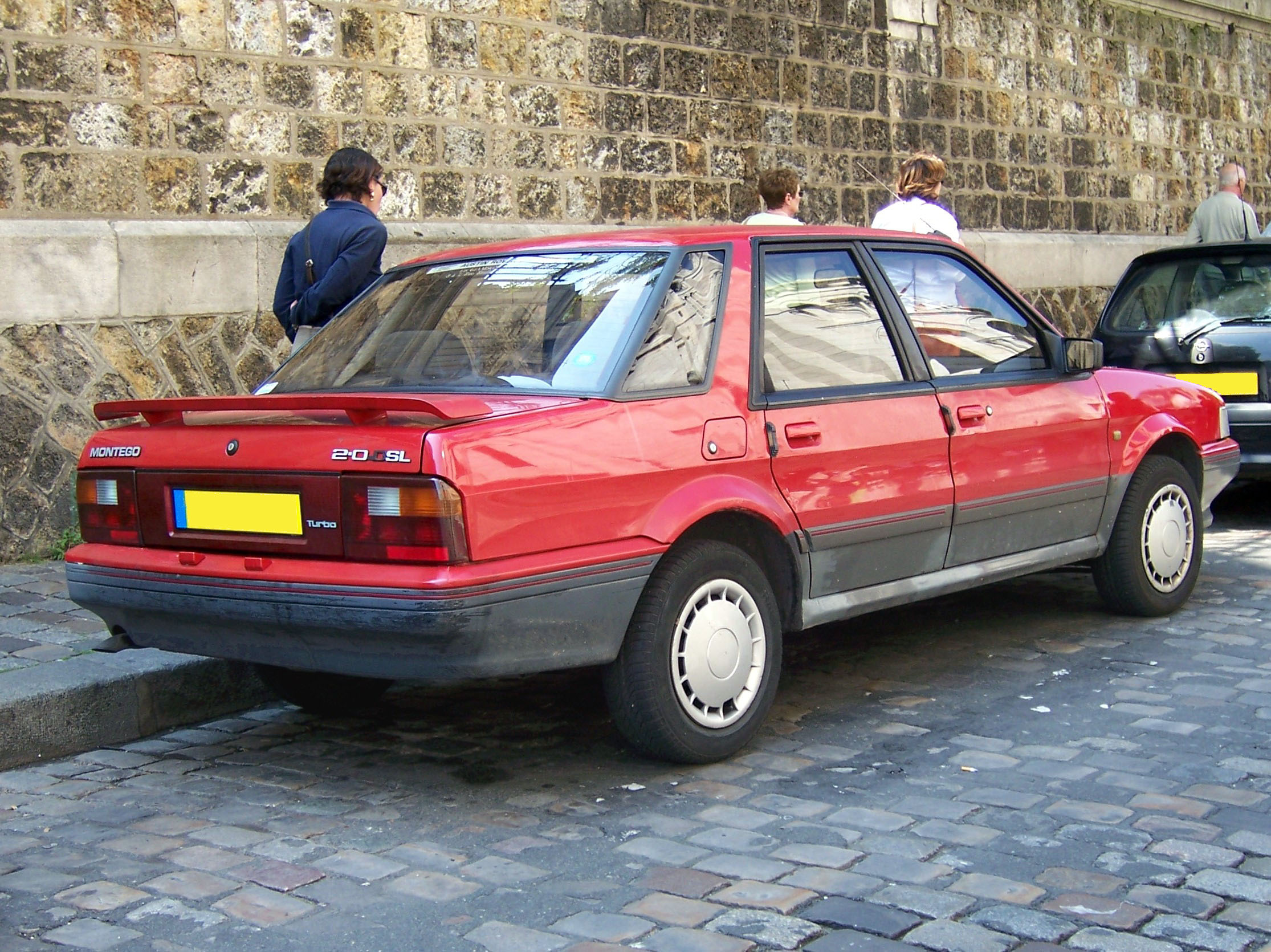
Rover Montego de 1993.

### Fin de carrière
Au début des années 1990, la carrière de la Montego décline. La production de la berline s'arrête au début de 1993 avec le lancement de la Rover 600 ; la version break continue jusqu'en décembre 1994, près d'un an après le rachat de Rover par BMW. Environ 546 000 Austin/Rover Montego et 23 000 MG Montego ont été produites, pour un total de 571 460 véhicules ; la Grande-Bretagne est de loin le plus gros marché du modèle, ayant absorbé 436 000 exemplaires.
En août 2006, une enquête du magazine britannique Auto Express révèle que la Montego est la huitième voiture la plus mise au rebut de Grande-Bretagne au cours des 30 dernières années, avec seulement 8 988 exemplaires encore en état de marche[réf. nécessaire]. Cela peut s'exliquer par les primes à la casse ayant sévi dans les années 1990 et 2000, par le déficit d'image du modèle, mais également par l'inadaptation de certains moteurs à l'essence sans-plomb moderne. Les modèles antérieurs à 1989 équipés des moteurs 1.3 (moteur Série-A) et 1.6 (Série-S) ne peuvent pas fonctionner au sans-plomb sans adaptation ad hoc de la culasse ou l'ajout d'additifs au carburant lors du plein. L'essence au plomb ayant été retirée de la vente en Grande-Bretagne en 1999, et la plupart des stations-service ayant cessé peu après de vendre de l'essence de remplacement en raison de la baisse de la demande, beaucoup de propriétaires, plutôt que de procéder aux modifications nécessaires, envoyèrent leur Montego à la casse.

### Résumé de la carrière de la Montego

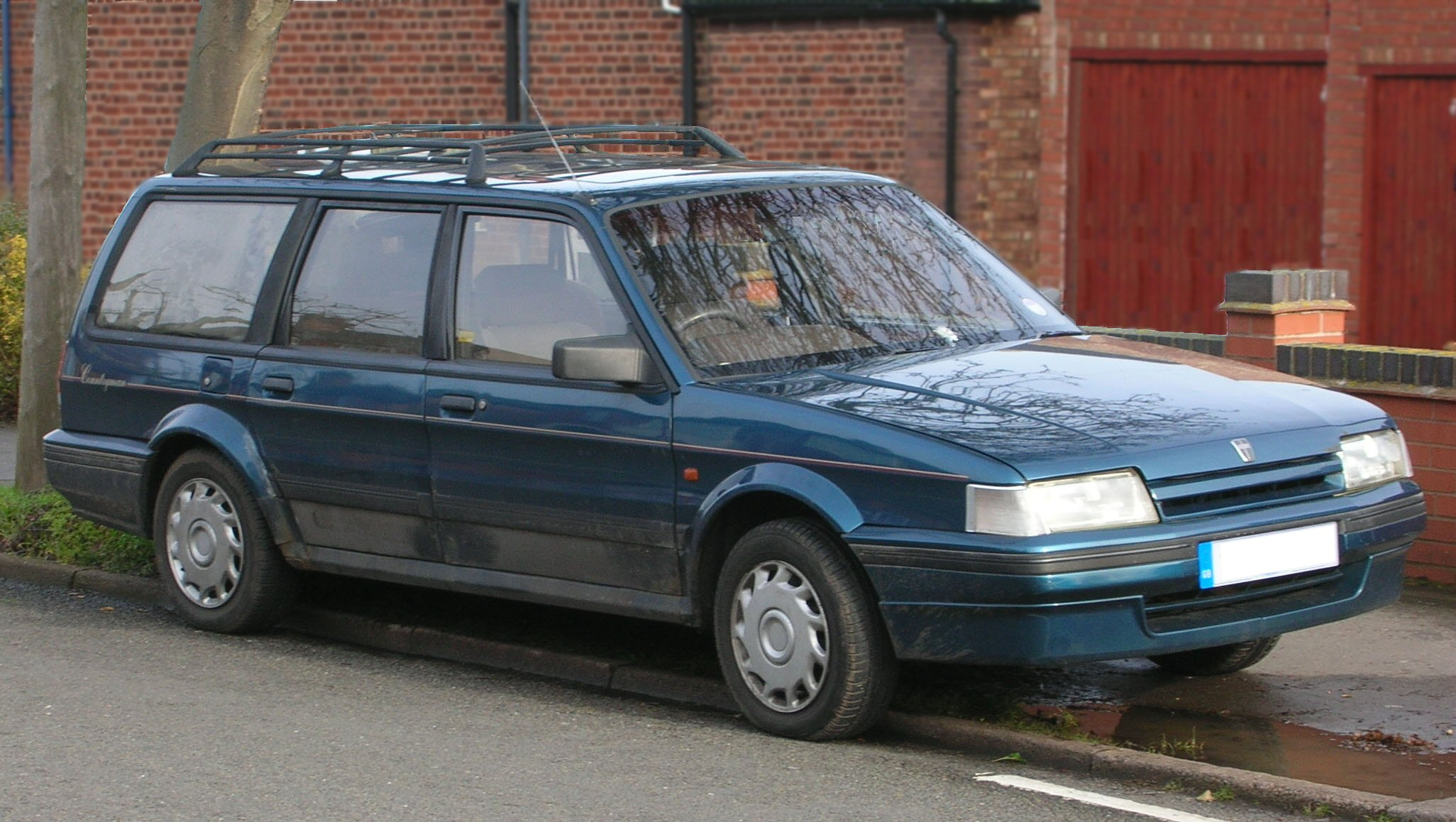
Une Rover Montego break. La calandre a été redessinée avec le restylage en 1988.

- 1977 : projet de la Montego (projet LC10) et de deux autres modèles.
- Avril 1984 : lancement de la production Austin et MG.
- Fin 1984 : commercialisation du modèle.
- 1988 : vente du groupe British Leyland à British Aerospace ; l'Austin Montego passe sous le giron de Rover.
- 1991 : fin de la vente des versions MG.
- Début 1993 : fin de la production de la berline.
- Décembre 1994 : fin de la production de la break.
- 1993 à 1994 : construction à petite échelle sous forme de kits CKD.

| Générations                                     | Production | Dérivés de chez Austin / Rover / MG | Modèles similaires                                                                        |
| ----------------------------------------------- | ---------- | ----------------------------------- | ----------------------------------------------------------------------------------------- |
| Austin Montego (04/1984 - 1988)                 |            | Austin Maestro ; Rover 400          | Fiat Regata ; Ford Sierra Mk I ; Lancia Prisma ; Vauxhall Cavalier B                      |
| Rover Montego (1988 - 1993)                     |            | Rover Maestro ; Rover 400 et 600    | Fiat Tempra ; Ford Sierra Mk II ; Lancia Dedra ; Renault 19 Chamade ; Vauxhall Cavalier C |
| MG Montego (04/1984 - 1991)                     |            | MG Maestro                          | Ford Sierra RS Cosworth ; Renault 19 16S                                                  |
| Austin/Rover Montego Estate (10/1984 - 12/1994) |            | Rover 400 Break                     | Fiat Regata Weekend ; Fiat Tempra SW ; Lancia Dedra SW                                    |
| Montego (CKD) (1993 - 12/1994)                  |            | Aucun                               |                                                                                           |

## Les différentes versions

### Les sportives MG Montego

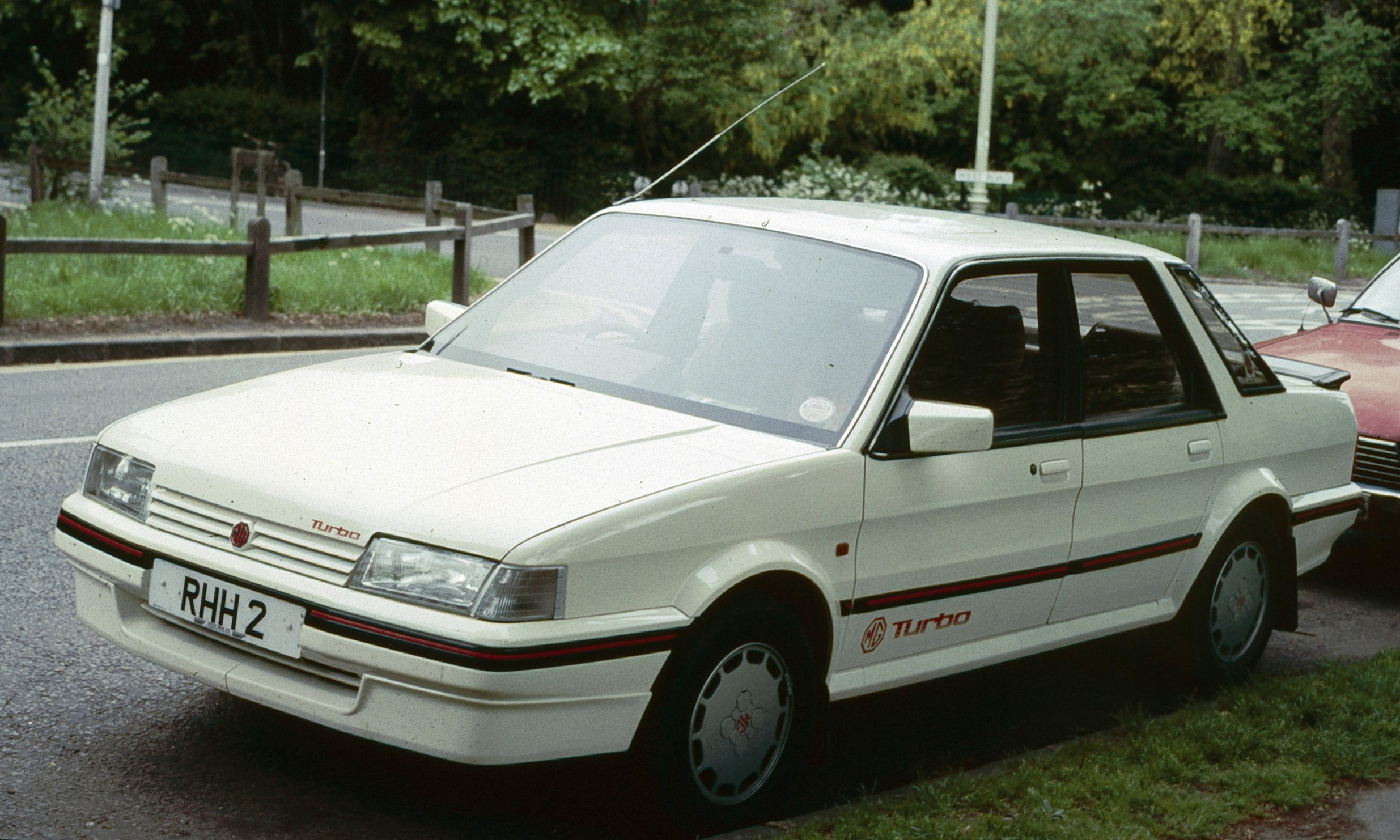
MG Montego Turbo.

#### MG Montego2.0 EFiet2.0 i(1984-1993)
La Montego proposée à la vente sous la marque MG dispose d'un moteur de 2,0 L à injection électronique. Celui-ci développait 117 ch à 5 500 tr/min et avait une vitesse de pointe de 185 km/h. Ces modèles sont reconnaissables à leurs ailerons à l'arrière, une jupe sous le pare-chocs avant et un liseré rouge sur les baguettes latérales. À l'intérieur, elles étaient équipés de ceintures de sécurité rouges, de cuir et de tapis. Le verrouillage centralisé, les vitres électriques à l'avant et une radio cassette avec quatre haut-parleurs faisaient également partie de l'équipement standard. Le détail le plus controversé de l'équipement était le tableau de bord avec affichages numériques et ordinateur de bord parlant. Comme de nombreux acheteurs étaient rebutés par cela, un tableau de bord conventionnel a été installé à nouveau à partir de la fin de 1984. Aujourd'hui, les véhicules avec l'équipement d'origine sont une rareté très recherchée.
La MG Montego Estate 2,0 L était également disponible à la vente à partir de 1989 mais uniquement en Nouvelle-Zélande.

#### MG MontegoTurbo(1985-1991)
Au printemps 1985, une version MG plus puissante, la Montego Turbo, fait son apparition. Elle est équipée d'un turbocompresseur Garret T3 et développant 154 ch. Cela a permis à la voiture d'atteindre une vitesse de pointe de plus de 200 km/h et d'accélérer de 0 à 100 km/h en moins de 8 secondes. Elle a été vendue à 7 276 exemplaires.

### La carrosserie break

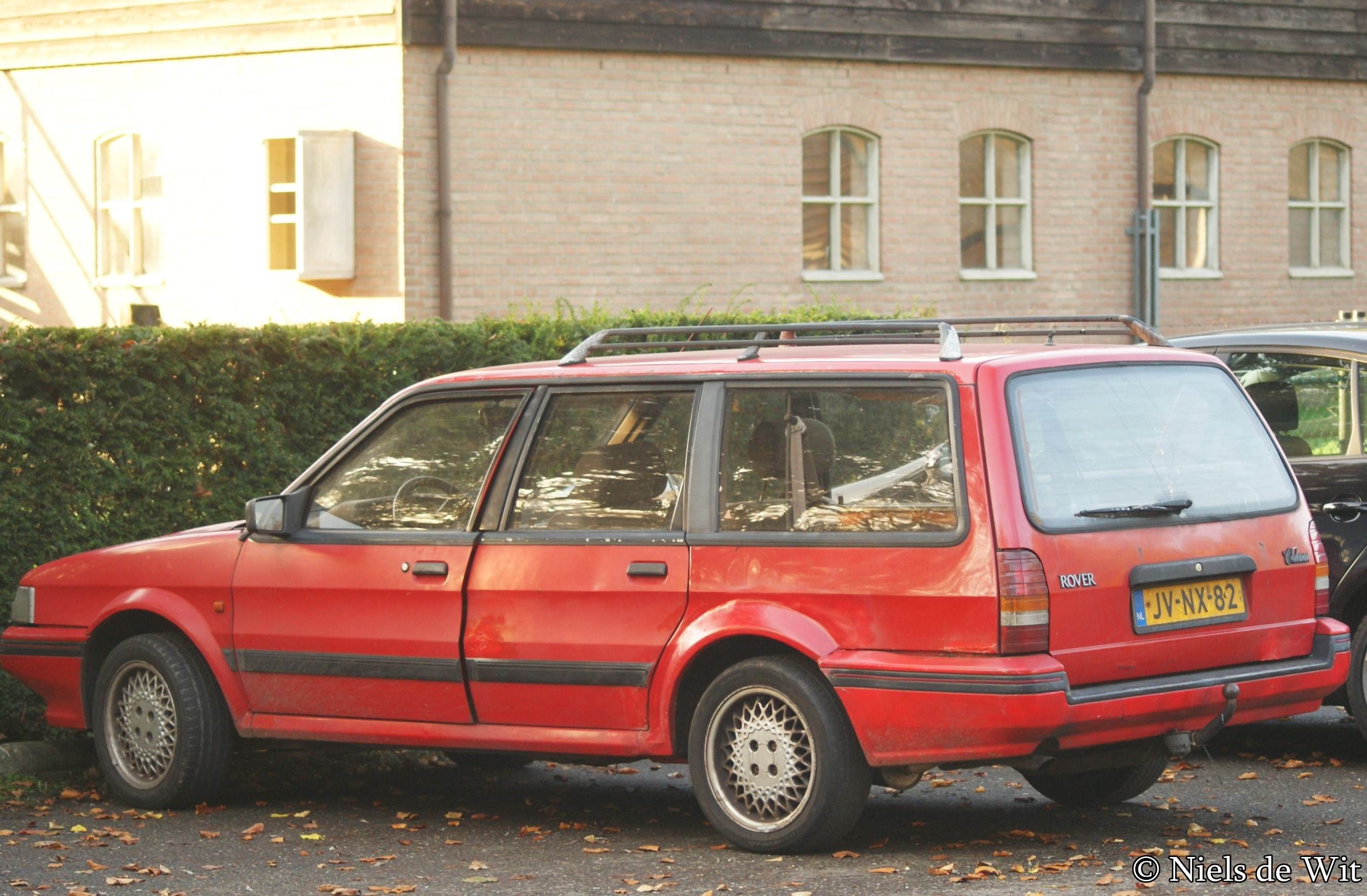
Vue arrière d'un Rover Estate Clubman 2.0i.

Le break était vendu à partir de l'automne 1984, sous le nom « Montego Estate ». Il a impressionné par son espace de chargement large et variable. À partir de l'automne 1988 sous le groupe Rover, il pouvait être commandé en version sept places avec deux places de plus dans le coffre grâce à une petite banquette rabattable placée dos à la route. Le plancher a été "creusé" afin de pouvoir laisser plus de place pour les jambes des passagers. Ces deux places sont principalement destinées à des enfants.
Il était disponible avec quatre motorisations dont trois essence (le 1,3 L faisant 69 ch, les 2,0 L faisant 105 et 117 ch) et un diesel (le 2,0 L faisant 82 ch).
La production a été arrêtée à la fin de l'année 1994, plus d'un an et demi après l'arrêt de la version berline. La Rover 400 break, commercialisée depuis 1990, la remplace partiellement puisqu'elle était également sa concurrente durant près de trois ans.

### Finitions
Liste pour les berlines et breaks :
- L : 1er niveau de finition ;
- HL : milieu de gamme bas ;
- HLS : milieu de gamme haut ;
- Vanden Plas : modèle grand luxe.

L'Austin Montego, comme beaucoup d'autres voitures Austin Rover à l'époque, offrait un modèle de grand luxe. Vendu face à la MG, la Montego Vanden Plas était l'alternative de luxe. Elle comportait des sièges et des garnitures de porte en cuir (en velours dans la version break), des vitres électriques, des rétroviseurs extérieurs à réglage électrique, des serrures de porte centralisée et un toit ouvrant. Des roues en alliage ont été proposées et sont ensuite devenues la norme sur toutes les voitures. Une boîte de vitesses automatique était également proposée. Cette gamme était disponible dans les carrosseries berline et break. Tous les Vanden Plas de la Montego étaient des moteurs de 2,0 litres de cylindrée, soit des moteurs EFi (injection électronique de carburant) soit des moteurs à carburateur standard.
La Montego Vanden Plas n'était pas proposé en Allemagne.

### Série spéciale

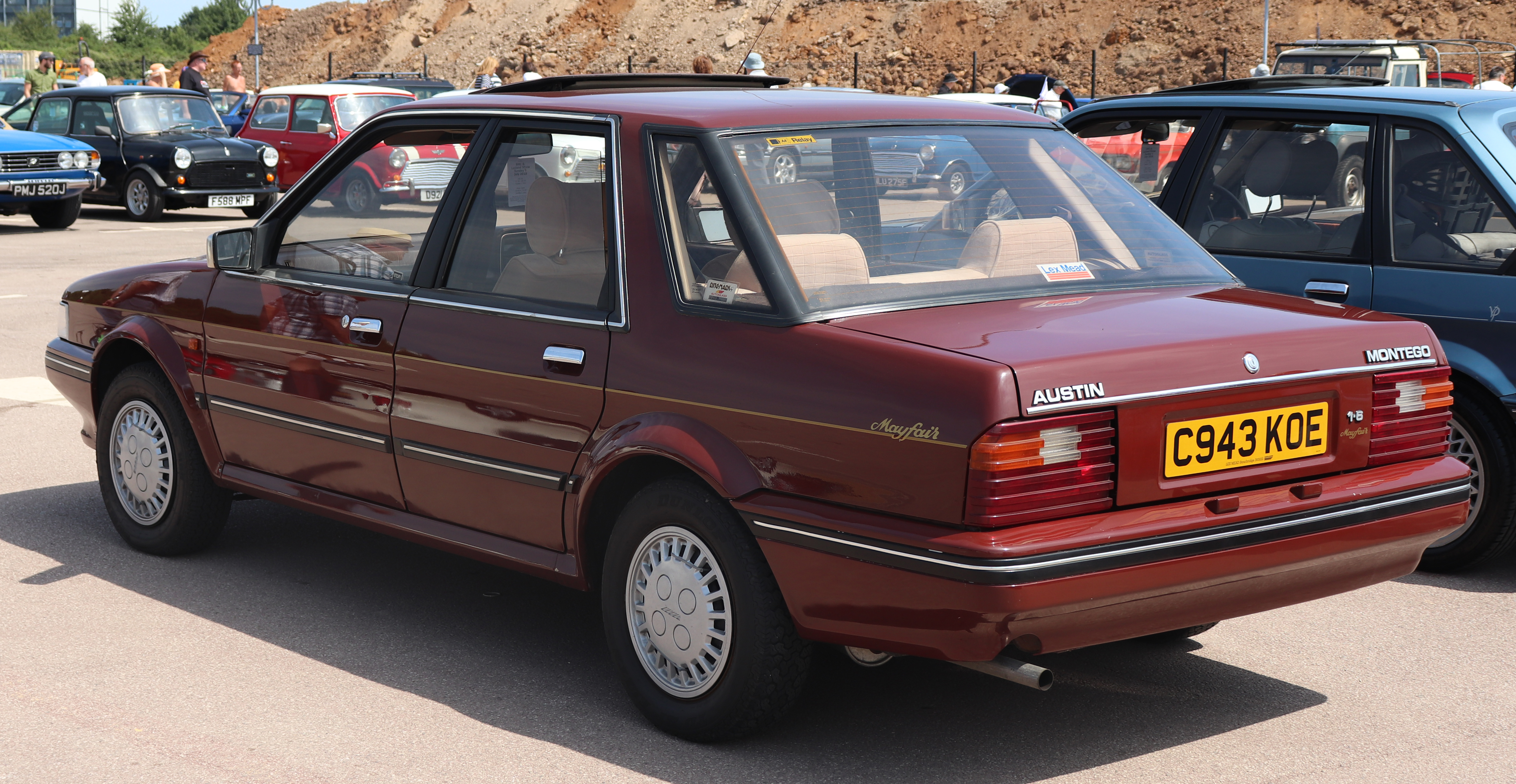
Une Austin Montego "Mayfair".

#### Advantage
Cette version sera très peu diffusée en France. Elle était proposée à la vente début 1991 avec un unique moteur (2,0 L de cylindrée développant 81 ch). À noter que cette série spéciale était également disponible pour les Austin Metro et Maestro.
- Équipements extérieurs supplémentaires :
  - Probablement une peinture métallisée unique avec décoration spécifique (deux tons de bordeaux ) + Filets rouges dans les boucliers et les baguettes latérales + Logos "Advantage" sur bas de caisse et hayon + Calandre couleur carrosserie + Enjoliveurs intégraux + Vitres teintées bronze + Becquet arrière sur malle de coffre + Toit ouvrant inclinable en verre avec store + Rétroviseurs extérieurs réglables de l'intérieur.

- Équipements intérieurs supplémentaires :
  - Sellerie spécifique en tissu "Special Zenith" avec panneaux de portes assortis + Moquette épaisse + Réglage lombaire du siège conducteur + Banquette arrière fractionnée en deux parties + Boîte à gants éclairée + Montre à affichage numérique + Appuis-têtes réglables en hauteur (avant et arrière) + Rétroviseur intérieur jour/nuit + Miroir de courtoisie + Console centrale + Volant mousse à trois branches + Vide-poches dans les portes avant + Accoudoirs de portes + Les deux rétroviseurs extérieurs réglables de l'intérieur + Pré-équipement radio avec quatre haut-parleurs + Rangement cassettes + Alarme oubli feux + Garniture complète du coffre + Ouverture du coffre à distance.

## Caractéristiques

### Chaîne cinématique

#### Moteurs
- Du côté des moteurs essence : 
  - le BMC Série-A quatre cylindres en ligne atmosphérique à carburateur de 1,3 litre développant 69 ch.
  - le BL Série-S quatre cylindres en ligne atmosphérique à carburateur simple-corps Venturi de 1,6 litre développant 86 ch.
  - le BL Série-O quatre cylindres en ligne atmosphérique à carburateur de 2,0 litres développant 105 ch.
  - le BL Série-O quatre cylindres en ligne atmosphérique à injection électronique de 2,0 litres développant 117 ch.
  - le BL Série-O quatre cylindres en ligne à carburateur type SU HIF44 ou Garett T3 avec turbocompresseur développant 154 ch.

- Du côté du moteur diesel : 
  - le Perkins Prima TD quatre cylindres en ligne à injection directe de 2,0 litres avec turbocompresseur développant 81 ch. La technologie d'injection directe, courante sur les poids lourds, ne s'appliquait pas sur les véhicules de tourisme durant ces années là. L'injection directe sur diesel a été présentée à la même époque par Fiat sur sa Croma. Elle s'est depuis imposée dans toutes les motorisations Diesel des véhicules de tourisme.

Tous les moteurs d'avant 1993 n'ont pas de norme de pollution ; ceux après juillet 1993 sont conformes à la norme Euro 1.
| Modèle                                                                     | Construction                  | Moteur + Nom                     | Cylindrée         | Performance                   | Couple                 | 0 à 100 km/h | Vitesse maxi | Consommation + CO2    |
| Austin Montego (boite automatique 3)                                       | 01/1984 - 08/1988             | 4 cylindres en ligne BMC Série-A | 1 275 cm3 (1,3 l) | 51 kW (69 ch) à 5 800 tr/min  | 102 N m à 3 500 tr/min | ... s        | ... km/h     | ... l/100 km ... g/km |
| Austin Montego Rover Montego (boite manuelle 4)                            | 01/1984 - 1988 1988 - 09/1992 | 4 cylindres en ligne BL Série-S  | 1 598 cm3 (1,6 l) | 63 kW (86 ch) à 5 600 tr/min  | 132 N m à 3 500 tr/min |              |              |                       |
| Austin Montego Rover Montego (boite manuelle 4)                            | 01/1984 - 1988 1988 - 12/1994 | 4 cylindres en ligne BL Série-O  | 1 994 cm3 (2,0 l) | 77 kW (105 ch) à 6 000 tr/min |                        |              |              |                       |
| Austin Montego Rover Montego MG Montego 2.0 EFi / 2.0 i (boite manuelle 4) | 01/1984 - 1988 1988 - 12/1994 | 4 cylindres en ligne BL Série-O  | 1 994 cm3 (2,0 l) | 86 kW (117 ch) à 5 500 tr/min |                        |              | 185 km/h     |                       |
| Austin Montego Rover Montego MG Montego Turbo (boite manuelle 4)           | 04/1985 - 1988 1988 - 10/1991 | 4 cylindres en ligne BL Série-O  | 1 994 cm3 (2,0 l) | 113 kW (154 ch)               |                        |              |              |                       |

| Modèle                               | Construction      | Moteur + Nom                          | Cylindrée         | Performance                  | Couple                 | 0 à 100 km/h | Vitesse maxi | Consommation + CO2 |
| Rover Montego MDi (boite manuelle 5) | 10/1988 - 12/1993 | 4 cylindres en ligne Perkins Prima TD | 1 994 cm3 (2,0 l) | 60 kW (82 ch) à 4 500 tr/min | 157 N m à 2 500 tr/min |              | 165 km/h     |                    |

Comme la plupart des voitures Austin/Rover d'avant 1989, les Montego 1,3 litre et 1,6 litre ne peuvent pas fonctionner à l'essence sans plomb sans que la culasse ne soit convertie (ré-usinage de la culasse), ou sans l'utilisation d'additifs pour carburant. Les additifs pour carburant de remplacement du plomb testés et approuvés par la FBHVC (Federation of British Historic Vehicle Clubs) ne coûtent que quelques centimes par litre. Le moteur BL Série-O de 1 994 cm3 des MG EFi, 2.0i et Turbo a des soupapes d'échappement et des sièges suffisamment durs.
La documentation commerciale contemporaine de la MG Turbo conseillait aux conducteurs de n'utiliser que de l'essence au plomb. En effet, l'essence sans plomb n'était disponible qu'avec un indice d'octane de 95 RON. Le moteur turbo a été réglé pour l'indice d'octane 97 RON plus élevé de l'essence au plomb, ce qui améliore la combustion et réduit les risques de « pincement » et de fonctionnement pauvre en suralimentation : tous deux très nocifs pour les moteurs turbo. L'essence sans plomb moderne à indice d'octane élevé est un substitut parfaitement approprié, mais elle n'était pas encore disponible dans les stations lorsque les voitures étaient en ventes.

#### Boîtes de vitesses
- Boîte automatique Volkswagen à trois rapports extra long — pour les Austin Montego essence 1,3 L ;
- Boîte manuelle British Leyland à quatre rapports long  — pour les Austin et Rover Montego essence 1,6 L ;
- Boîte manuelle Honda à cinq rapports  — pour les Austin, Rover et MG Montego essence 2,0 L (en option).

## Vente international
La Montego s'est principalement vendue au Royaume-Uni (77% de la production). Elle a également été vendu sur plusieurs marchés d'Europe continentale. En France, la version break diesel était particulièrement apprécié et lui a permis une fin de carrière honorable[réf. nécessaire].

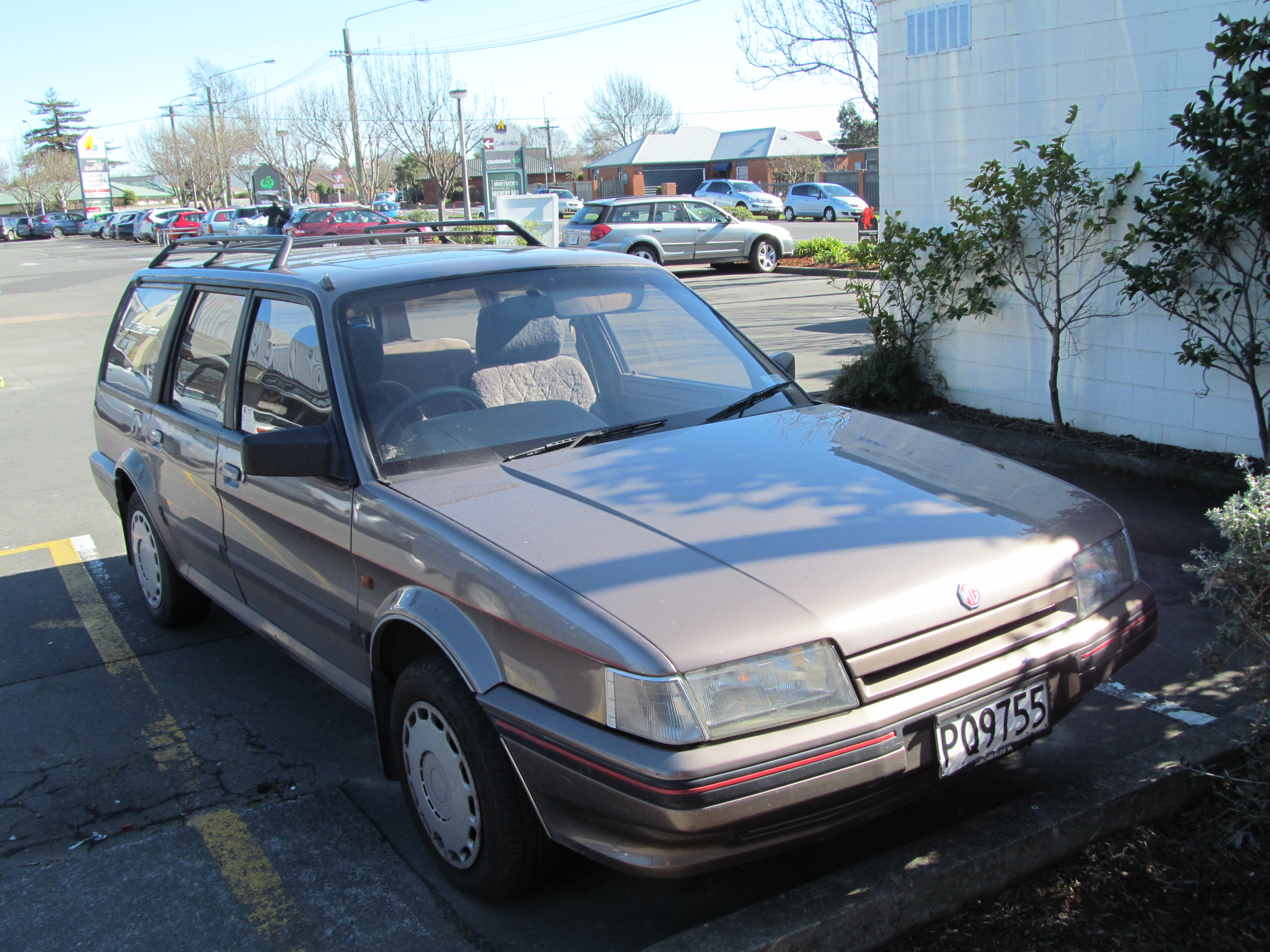
Une MG 2.0 Estate, ici en Nouvelle-Zélande.

En Nouvelle-Zélande, l'Austin Montego a été lancée en 1984. Les seuls modèles disponibles étaient les versions en boîte manuelles 2.0 litres HLS ou Mayfair, et uniquement en carrosserie break. La version berline n'a pas été proposée en Nouvelle-Zélande en raison des inquiétudes qu'elle concurrencerait directement la Honda Accord, assemblée localement par la New Zealand Motor Corporation, qui était passée de l'assemblage de modèles British Leyland à Honda. La berline sera cependant disponible à partir de 1987 avec la gamme Vanden Plas muni du moteur à injection de 2,0 litres[réf. nécessaire].

À partir de 1989, une gamme plus large de modèles a été importée par une nouvelle société Rover New Zealand. Autre nouveauté, la gamme MG 2.0 (identique à la MG Montego vendue au Royaume-Uni) et toutes portaient le badge officiel MG. Le concessionnaire principal d'Auckland a développé un système de climatisation en option pour ces modèles en collaboration avec des spécialistes locaux[réf. nécessaire].
Après une tentative avortée de production en Bulgarie, la Montego a été fabriquée en Chine par Etsong Vehicle Manufacturing (en) de 2001 à 2003 puis par FAW Group de 2003 à 2006 sous le nom de Lubao CA 6410 et Jiefang CA 6440 UA Van.
La Montego Estate a été vendu en Inde sous le nom de Rover Montego en collaboration avec Sipani Automobiles - (la société qui a essayé et échoué à commercialiser la Reliant Kitten en Inde - une version de la Reliant Robin à quatre roues et une suspension avant inspirée de Triumph - sous le nom de Sipani Dauphin). La voiture n'a pas été un succès, ne vendant que 287 exemplaires avant d'être abandonnée.
À Taïwan, du milieu des années 1980 jusqu'au début des années 1990, un importateur local a vendu la Montego avec la Mini et la Maestro sous Austin, puis insigne Rover[réf. nécessaire].
À Trinité-et-Tobago, de 1997 à 2000, un importateur privé a vendu la Montego dans ce pays des Caraïbes sous le badge Rover. La qualité de construction était médiocre et l'entreprise a rapidement fermé ses portes[réf. nécessaire].